# Justizvollzugsanstalt Bützow
Die  Justizvollzugsanstalt Bützow (JVA Bützow) ist eine Justizvollzugsanstalt in der Bützower Siedlung Dreibergen im Landkreis Rostock in Mecklenburg-Vorpommern. Sie wurde in den Jahren 1835–1839 als die „Großherzoglich Mecklenburg-Schwerinsche Landesstrafanstalt zu Dreibergen“ errichtet und steht heute unter Denkmalschutz. Im Laufe der Zeit wurde es auch als „Zuchthaus und Strafgefängnis Dreibergen-Bützow“ bekannt. Mit einer Fläche von rund 270.000 Quadratmetern gehört die Anstalt zu den größten Justizvollzugsanstalten in Mecklenburg-Vorpommern und zählt darüber hinaus zu den ältesten und bekanntesten Haftanstalten in Deutschland.

## Vorgeschichte der gerichtlichen Freiheitsentziehung in Bützow
Die Geschichte des modernen Strafvollzugs in Bützow beginnt mit dem herzoglichen Auftrag an den Geheimen Rat Claus Dethloff von Oertzen, einen Plan samt Kostenvoranschlag für eine Einrichtung zur gerichtlichen Freiheitsentziehung im Bützower Schloss zu erstellen. In der Folge gründete Oertzen am 12. Oktober 1812 das Criminal-Collegium zu Bützow, was als erster Schritt in die Entwicklung des Strafvollzugs in der Stadt gilt. Zunächst wurde lediglich Untersuchungshaft vollstreckt, und das alte Bischofsschloss, das zwischen 1812 und 1814 umgebaut worden war, diente als Einrichtung. Es beherbergte zwanzig enge, teils düstere Zellen, in denen auch Frauen in zwei saalartigen Räumen untergebracht wurden.
Im Jahr 1835 erhielt das Criminal-Collegium ein zweigeschossiges Eckgebäude als Untersuchungsgefängnis, das sich gegenüber auf dem Schlossplatz befand und später zum U-förmigen Centralgefängnis Bützow wurde.

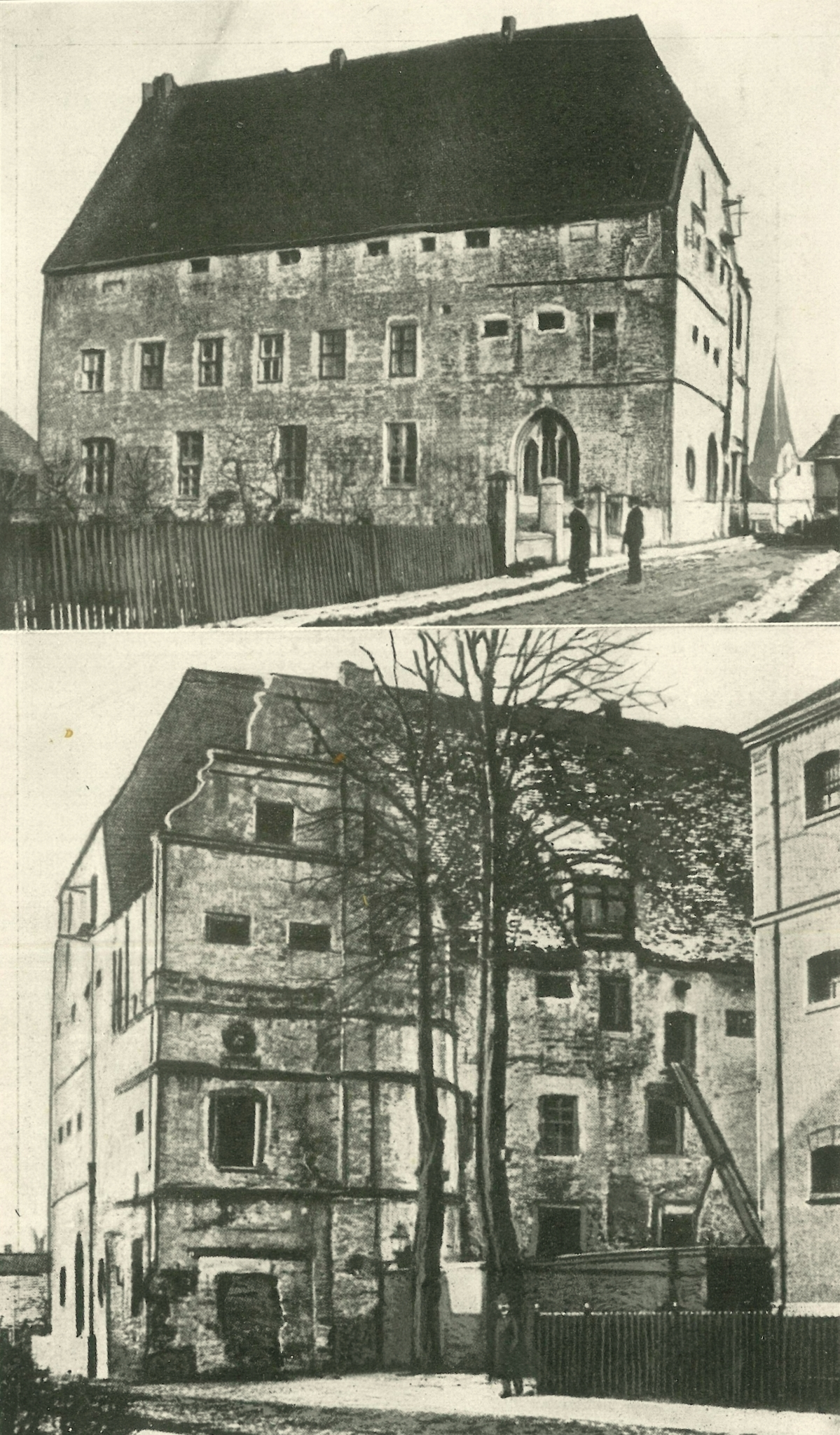
Schau- und Rückseite des Schloss um 1890

## Geschichte

### 1835 bis 1900
Am 7. Juli 1830 erhielten der großherzogliche Kommerzienrat aus Schwerin, Friedrich Mantius (1786–1876), und der Kriminalrat Friedrich von Wick, ein Mitarbeiter des Criminal-Collegiums in Bützow, einen Brief vom Großherzog  Friedrich Franz I. von Mecklenburg. In diesem Schreiben wurden sie mit dem Auftrag betraut, die Strafanstalten im Landesteil Mecklenburg-Schwerin neu zu organisieren. Der Landesteil Mecklenburg-Strelitz unterhielt zu dieser Zeit in Strelitz ein eigenes Land-Arbeits-, Zucht- und Irrenhaus, das als Strafanstalt für diesen Landesteil diente und von den mecklenburg-schwerinschen Bemühungen zunächst unberührt blieb.

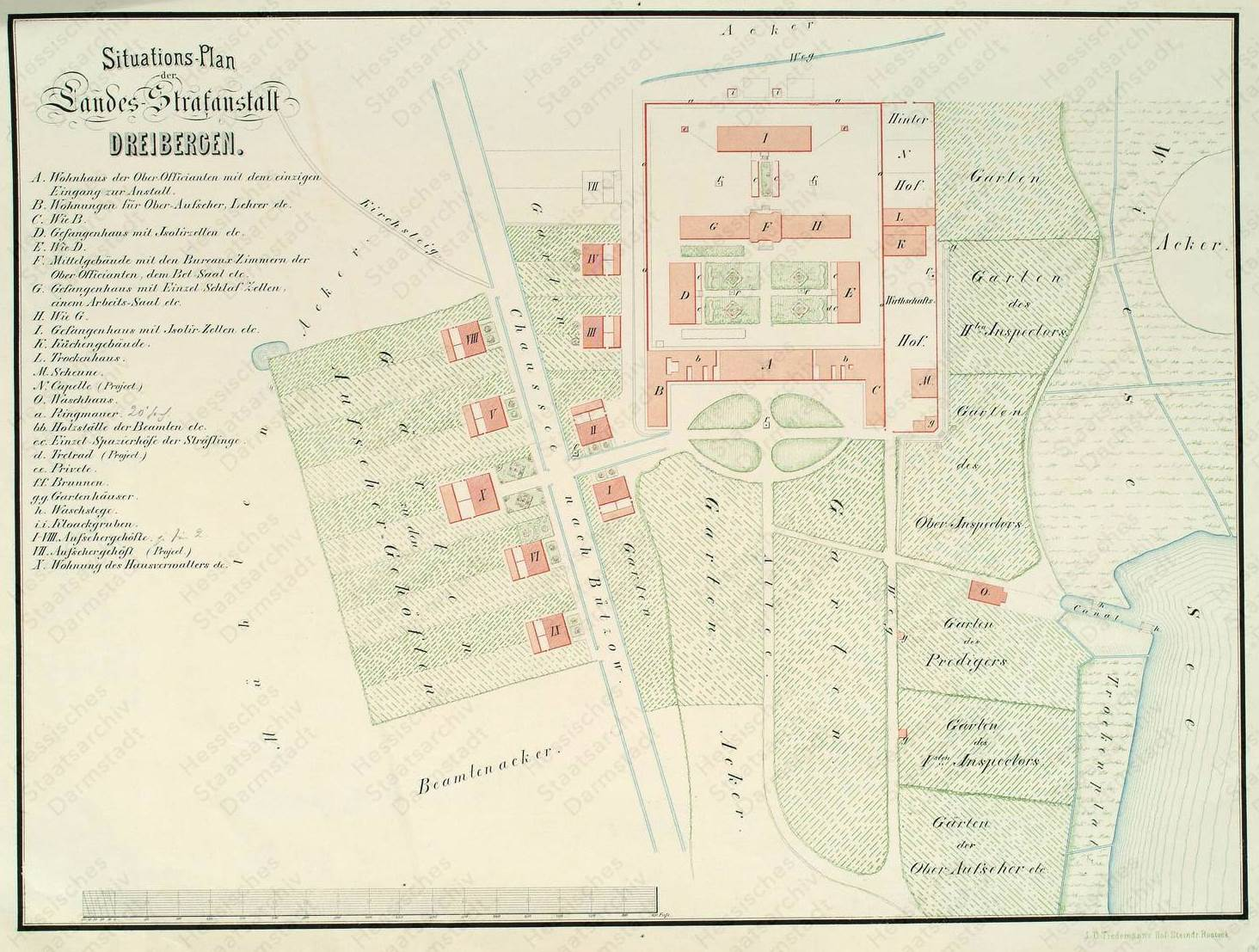
Lageplan 1850

In der Folge unternahm von Wick eine Inspektionsreise zu verschiedenen Strafanstalten im In- und Ausland, um die Zuchthausanlagen eingehend zu studieren. Dabei kam er zu dem ernüchternden Ergebnis, dass diese Einrichtungen insgesamt als völlig unbrauchbar und untauglich einzustufen waren. Aus diesem Grund entschloss er sich, die Einzelhaft als bevorzugte Methode einzuführen. In ihrem Gutachten empfahlen Kommerzienrat Mantius und Kriminalrat von Wick darüber hinaus die Schließung der Dömitzer Festung sowie den Neubau einer Strafanstalt in der verkehrsgünstig gelegenen Stadt Bützow.
Bei einer eingehenden Prüfung traten jedoch gravierende Mängel zutage, weshalb man sich entschloss, diesen Plan nicht weiter zu verfolgen. Um eine Strafanstalt zu errichten, die die Vorteile der Strahlen- und Schachtelungsbauweise vereinte, trat man in Kontakt mit namhaften und erfahrenen Architekten, darunter dem Berliner Oberbaurat August Severin. Zudem wurde ein drittes System in Betracht gezogen, das auf absoluter physischer Isolation bei Tag und Nacht basierte – das Philadelphiasche System.

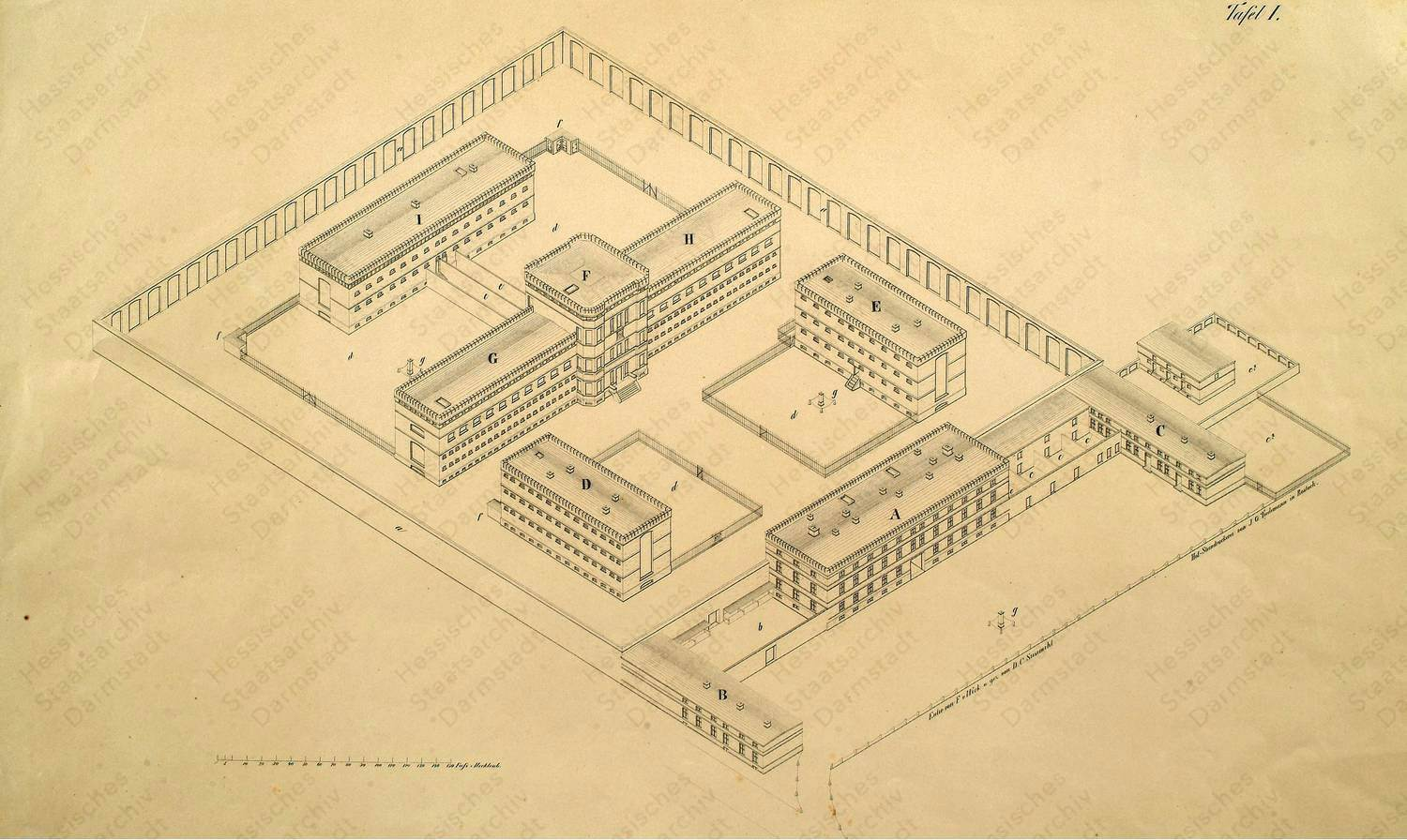
Vogelschauperspektive

Zu Beginn des Jahres 1832 präsentierte der Rostocker Bau- und Zimmermeister Johann Friedrich Wölfer (1778–1847), der auch für den Bau des Ribnitzer Rathauses verantwortlich zeichnete, seinen ersten Entwurf für eine neue Strafanstalt. Dieser Plan orientierte sich am sogenannten Strahlenplan britischer Architekten. Bei einer eingehenden Prüfung traten jedoch gravierende Mängel zutage, was dazu führte, dass man sich entschloss, diesen Entwurf nicht weiter zu verfolgen. Um eine Strafanstalt zu errichten, die die Vorteile der Strahlen- und Schachtelungsbauweise vereinte, nahm man Kontakt zu namhaften und erfahrenen Architekten auf, darunter der Berliner Oberbaurat August Severin. Zudem wurde ein drittes System in Betracht gezogen, das auf absoluter physischer Isolation sowohl bei Tag als auch bei Nacht basierte – das philadelphische System.
Baumeister Wölfer entwarf innovative Pläne, und schließlich markierte das Jahr 1835 den Beginn der Bauarbeiten für die Großherzoglich Mecklenburg-Schwerinsche Landesstrafanstalt, nachdem das dafür vorgesehene Grundstück erworben worden war. Dieses Areal erstreckte sich über drei nahe beieinanderliegende Hügel, die sich 40 bis 50 Fuß über den Wasserspiegel des Bützower Sees erhoben und der Region den Namen „Dreibergen“ verliehen. Einer dieser Hügel, der Weinberg, ist auch als die Weinbergsgärten zu Bützow bekannt.
Ein einheimischer Korrespondent berichtet im „Freimüthigen Abendblatt“ am 13. März 1832 über dieses Thema:

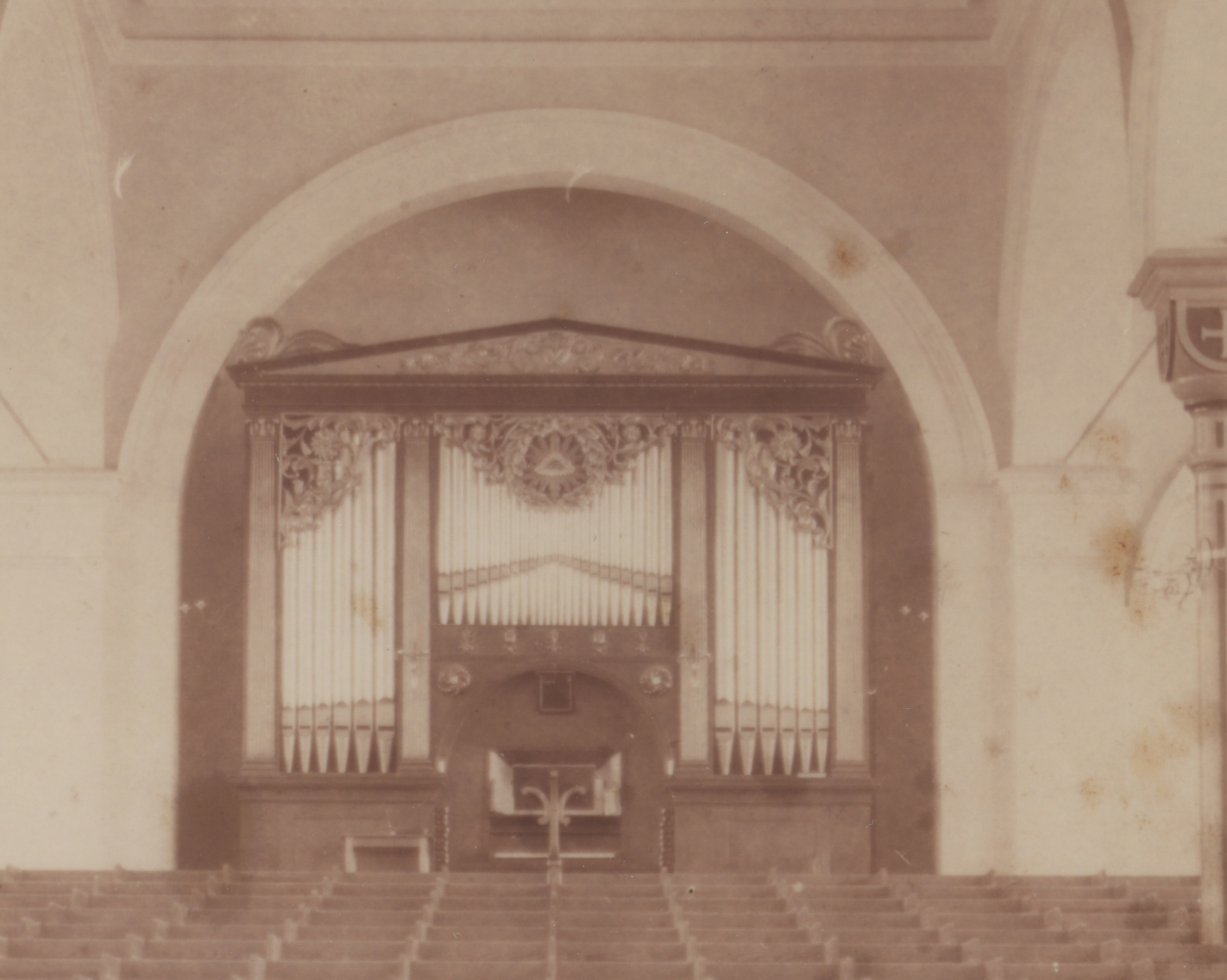
Orgel im Kirchenraum

Am 29. März 1838 begannen zwölf namentlich durch Kriminalrat von Wick benannte Sträflinge aus Dömitz sowie einige Häftlinge des Bützower Criminal-Collegiums mit den Arbeiten an dem ersten Gefangenengebäude, das 70 Isolierplätze bieten sollte. Bereits am 1. Dezember 1839 wurde dieses Gebäude mit 60 ehemaligen Gefangenen aus Dömitz belegt. Die Strafanstalt wurde am 25. April 1839 eröffnet und beherbergte zu Beginn 60 Sträflinge. Im Jahr 1840 übernahm Oberinspektor Adolf Julius Heinrich Ludwig Seitz die Leitung der Anstalt, ihm folgte 1843 Oberinspektor August Ehlers.
Bis 1844 war die Zahl der Sträflinge bereits auf 247 angestiegen, darunter 44 Frauen. Die anschließenden Bauphasen zogen sich über nahezu ein Jahrzehnt bis ins Jahr 1847. In dieser Zeit entstanden nicht nur die Männerstation und eine Isolierstation für Männer, sondern auch ein vorläufiges Frauenhaus. Zudem wurde im dritten Stock des Hauptgebäudes ein Kirchenraum eingerichtet, der mit einer Orgel ausgestattet war, welche über zweimal neun Register und ein Manual verfügte und von dem Wismarer Orgelbaumeister Friedrich Wilhelm Winzer gefertigt wurde. Am 28. Mai 1842 wurde die Kirche feierlich eingeweiht. Bis 1847 wies die Anstalt eine Belegungsfähigkeit von 294 Sträflingen auf, darunter 60 Frauen. Im Jahr 1860 wurde ein weiteres Männerverwahrhaus mit Isolierzellen errichtet, und 1883 nahm das „Weiberzuchthaus“ seinen Betrieb auf, das sich auf einem von den Männerhäusern separierten Areal befand.

### 1900 bis 1933

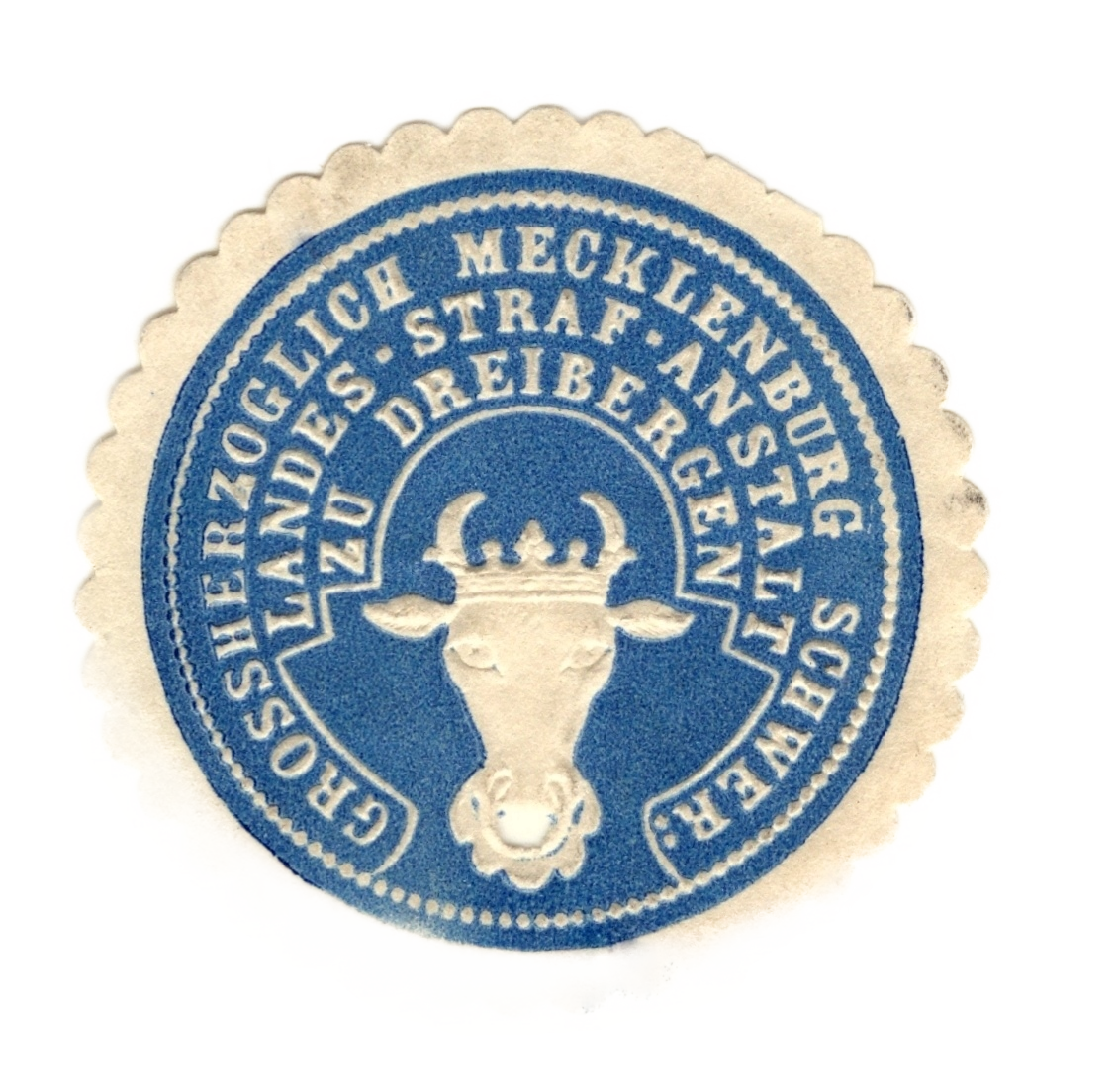
Siegelmarke der Strafanstalt um 1900

Von 1902 bis 1906 leitete der Großherzoglich mecklenburg-schwerinsche Oberlandbaumeister Adolph Prahst einen umfangreichen Umbau der Männerverwahrhäuser, um die Effizienz des Anstaltsbetriebs zu steigern. In diesem Rahmen wurden zahlreiche Einzelzellen geschaffen, die mit Arbeitsräumen, Bädern, Diensträumen und einem Andachtsraum ergänzt wurden. Diese neuen Einrichtungen entstanden durch die Verbindung der bestehenden Verwahrhäuser. Im gleichen Jahr wurde auch der Anbau des Krankenhauses fertiggestellt. Die charakteristischen Türme, die 1906 errichtet wurden, prägen bis heute das Erscheinungsbild der Justizvollzugsanstalt (JVA). Ursprünglich dienten diese Türme als Wassertürme zur Frischwasserversorgung der Anstalt, bis die Installation einer Druckwasserleitung diese Funktion überflüssig machte.
Nach einer Vereinbarung vom 25. Juni 1904 (1. Juli 1904) konnte auch der Landesteil Mecklenburg-Strelitz die Landesstrafanstalt Dreibergen, die jedoch weiterhin in Verwaltungshoheit des Landesteils Mecklenburg-Schwerin verblieb, mit einem Kontingent von bis zu 40 erwachsenen und 4 jugendlichen Sträflingen mitbenutzen. Am 31. Dezember 1912 war das mit 23 Personen (22 männliche, 1 weibliche) der Fall.
Im Jahre 1926 unterscheidet das regierungsamtliche Staatshandbuch des Freistaates Mecklenburg-Strelitz unter Verweisung auf das mecklenburg-schwerinsche Pendant zwischen der „Landes-Strafanstalt Dreibergen“ und einem „Zentralgefängnis Bützow“. Für beide Einrichtungen des Freistaates Mecklenburg-Schwerin bestanden Vereinbarungen zu bestimmten Kontingenten für die Mitbenutzung durch Mecklenburg-Strelitz.

### 1933 bis 1945
In der Zeit des Nationalsozialismus war das Zuchthaus Dreibergen Haftort für Zwangsarbeiter und Richtstätte der NS-Justiz. Von April bis Juli 1942 wurden Hinrichtungen in Dreibergen von dem Scharfrichter Ernst Reindel (für 60 Reichsmark) mit dem Handbeil hinter der Anstaltstischlerei vorgenommen.
Von Dezember 1944 bis zum Kriegsende wurde mit der Guillotine aus der Zentralen Hinrichtungsstätte V (UH Hamburg-Stadt) in einem umgebauten Apfelkeller vollstreckt. Infolge der Hinrichtung und der katastrophalen Haftbedingungen starben 771 Menschen. Sie wurden in vier Massengräbern auf dem Friedhof verscharrt.

### 1945 bis 1989
Die Sowjetische Militäradministration in Deutschland (SMAD) nutzte das Gefängnis für die erzwungene Repatriierung von Sowjetbürgern und für Deutsche.
Im September 1947 wurden aus den Trümmern eines Gebäudes in Bützow rund 500 Leichen geborgen. Untersuchungen zufolge handelte es sich hierbei um ehemalige Gefangene des Gefängnisses, die kurz vor der Kapitulation Deutschlands von den Gefängniswärtern getötet wurden. In der DDR war die Strafanstalt eine der gefürchteten drei großen B (Bützow, Bautzen, Brandenburg) – Strafanstalten, in denen Regimegegner unter besonders harten Haftbedingungen zu leiden hatten. Nach 1950 war hier zeitweise der Politiker William Borm inhaftiert. Auch der Wehrdienstverweigerer Nico Hübner war Ende der 70er Jahre dort in Haft.

### 1990er
Der Betrieb der Haftanstalt wurde nach der politischen Wende in der DDR und der Deutschen Wiedervereinigung aufrechterhalten. Bauliche Normen und Gegebenheiten wurden anschließend kaum verändert, denn die damalige Landesregierung Mecklenburg-Vorpommerns gab nur spärlich Geld für Restaurierungsarbeiten oder gar Neubauten in der JVA Bützow aus. Aneinandergereihte, nur durch Decken abgetrennte, dunkle und mit bis zu acht Gefangenen belegte Hafträume – anstatt Einzelunterbringung – waren damals genauso Standard wie schlechte hygienische Bedingungen, sexuelle Übergriffe und Gewalt unter den Gefangenen. Hinzu kamen überforderte und schlecht bezahlte Justizbedienstete. Ausbrüche aus den Katakomben der Anstalt waren zwar nicht alltäglich, aber auch nicht selten.
Mitte der 1990er-Jahre herrschten in den Gewölben der Anstalt noch nahezu die gleichen katastrophalen und menschenunwürdigen Bedingungen wie einst für die verurteilten Inhaftierten im untergegangenen Regime. Printmedien betitelten dieses Gefängnis gerne als Skandal- oder Schreckensknast. So kam es dort am 3. Oktober 1995 zu einer der brutalsten Gefangenenmeutereien in einem deutschen Gefängnis überhaupt. Fünf durch selbstgebrannten Schnaps alkoholisierte Gefangene überwältigten vier Justizvollzugsbeamte, nahmen sie als Geiseln und wollten so ein Fluchtauto und damit ihre Freilassung erpressen. Um ihren Forderungen Nachdruck zu verleihen, zerschnitten sie ihren Opfern mittels scharfgeschliffenen Essmessern und einem Beil die Gesichter, stachen ihnen in den Rücken, schlugen ihre Köpfe gegen Tore, misshandelten und quälten sie brutal mehrere Stunden lang. Die Meuterei konnte nach knapp fünf Stunden vom SEK beendet werden.

### Gegenwart
Nach der Sanierung der historischen Hafthäuser soll nun die Erweiterung des Campusgeländes mit fünf Neubauten sowie neuen Verkehrs- und Außenanlagen erfolgen.
Maßgeblich für die Arbeit der JVA Bützow ist der Behandlungsauftrag, der im Strafvollzugsgesetz Mecklenburg-Vorpommern (StVollzG M-V) und im Sicherungsverwahrungsvollzugsgesetz Mecklenburg-Vorpommern (SVVollzG M-V) formuliert ist. Er stellt deshalb nicht nur einen Orientierungsrahmen, sondern eine klare Verpflichtung für den Justizvollzug dar. Gefangene und Sicherungsverwahrte sollen während des Vollzugs der Freiheitsstrafe bzw. der Sicherungsverwahrung durch gezielte Behandlungsmaßnahmen befähigt werden, zukünftig in sozialer Verantwortung ein Leben ohne Straftaten zu führen.
Dieses Ziel wird durch die Behandlung von kriminalitätsbegünstigenden Persönlichkeitsstörungen und sonstigen Defiziten sowie die Förderung der sozialen Fähigkeiten der Inhaftierten erreicht. Zu Beginn der Inhaftierung wird für jeden Gefangenen ein individueller Vollzugsplan aufgestellt, in dem die für eine erfolgreiche Resozialisierung notwendigen Behandlungsmaßnahmen festgelegt werden.
Die Justizvollzugsanstalt Bützow bietet Gefangenen und Sicherungsverwahrten ein differenziertes Behandlungs- und Betreuungsangebot an. Neben den Angeboten zur schulischen und beruflichen Bildung werden zahlreiche Behandlungsmaßnahmen angeboten, die helfen sollen das Vollzugsziel – die Befähigung künftig ein Leben ohne Straftaten in sozialer Verantwortung zu führen – zu erreichen. Diese spezielle Behandlung umfasst u. a. die Auseinandersetzung mit der Straftat und den Hintergründen der Straffälligkeit und das Erlernen und die Einübung sozial adäquater Verhaltensweisen. Auf Grundlage der Zugangsdiagnostik, der sogenannten Behandlungsuntersuchung, wird für jeden Gefangenen und Sicherungsverwahrten ein individueller Vollzugsplan erstellt. Dieser enthält insbesondere die aus vollzuglicher Sicht erforderlichen Behandlungsmaßnahmen, an denen der Gefangene bzw. Untergebrachte während seiner Haftzeit teilnehmen soll. Hierzu zählen therapeutische Maßnahmen, Trainingsmaßnahmen, Beratungsangebote sowie seelsorgerische Veranstaltungen.

## Belegung
Die JVA Bützow ist für etwa 400 Inhaftierte ausgelegt, davon sind 35 Haftplätze für Frauen.
In der JVA Bützow befindet sich das bundesweit einmalige Diagnostikzentrum für den Justizvollzug in Mecklenburg-Vorpommern für die Aufnahme von zu Freiheitsstrafen von mehr als vier Jahren verurteilten Sexualstraftätern und wegen Tötungsdelikten verurteilten Strafgefangenen, bei denen von ausgesuchten Experten zunächst eine umfangreiche psychologische Diagnostik vorgenommen wurde, bevor sie in andere Anstalten verlegt oder ihnen die Eignung für Lockerungen aus dem Vollzug anerkannt wurden.

## Vollstreckungszuständigkeit
Die Justizvollzugsanstalt Bützow ist nach dem Vollstreckungsplan für das Land Mecklenburg-Vorpommern in erster Linie eine Anstalt des geschlossenen Strafvollzuges für erwachsene männliche und weibliche Strafgefangene, jedoch auch für den Vollzug der Untersuchungshaft für Gefangene aus dem Gerichtsbezirk Schwerin.
Die sachliche und örtliche Zuständigkeit richtet sich nach dem Vollstreckungsplan für das Land Mecklenburg-Vorpommern. Der Vollstreckungsplan regelt die Zuständigkeit der Justizvollzugsanstalten nach Gerichtsbezirken. Seit 2013 existieren dort auch 20 Haftplätze zum Vollzug der Sicherungsverwahrung.

## Bekannte Inhaftierte

### 1839–1933
- Friedrich Dornblüth, Mediziner
- Johann Heinrich Sievers, Buchhändler und Publizist
- Karl Türk, Rechtshistoriker und Politiker
- Paul Uterhart, Jurist und Politiker
- Moritz Wiggers, Jurist und Politiker
- Christian Wilbrandt, Germanist und Politiker

### 1933–Gegenwart
- Robert Anasch, Widerstandskämpfer
- Heinrich Beutin, KPD-Funktionär
- Johanna Beutin, KPD-Funktionärin, Widerstandskämpferin und NS-Opfer
- William Borm, Politiker
- Elizabeth Depelsenaire, Kommunistin, Anwältin und Frauenrechtlerin
- Friedrich Fellenberg, Politiker
- Rudolf Hartmann, Schriftsteller, Politiker und NS-Opfer
- Nico Hübner, Regimekritiker
- Heinz Janert, Bodenkundler
- Heinrich Kerpel, Widerstandskämpfer und NS-Opfer
- Josef Küchler, Politiker und Abgeordneter
- Jürgen Detlev von Storch, Gutsherr
- Julius Leber, Politiker, Reichstagsabgeordneter
- Wilhelm Leffers, Pfarrer
- Paul Dreibrodt, Widerstandskämpfer und NS-Opfer
- Paul Sasnowski, Widerstandskämpfer und NS-Opfer
- Maria Röder, KPD-Funktionärin und Frauenrechtlerin
- Carl Garz, Abgeordneter des Deutschen Volksrates und der Volkskammer
- Otto Götzke, Gewerkschafter, Widerstandskämpfer und NS-Opfer
- Willi Schröder, Politiker und Abgeordneter im Landtag des Freistaates Mecklenburg-Schwerin
- Edmund Strutz, Beamter, Genealoge
- Stanislaw Trabalski, Politiker
- August Quest, Widerstandskämpfer und NS-Opfer
- Hermann Schuldt, Politiker
- Friedrich Wehmer, Politiker
- Alfred Weiland, Widerstandskämpfer
- Johannes Warnke, Politiker und Widerstandskämpfer
- Emil Otto, Politiker und Gewerkschafter

## Filme
Große Teile des 2007 fertiggestellten Films Underdogs wurden in der JVA Bützow gedreht.